# Lindholm (Kattegat)
 For alternative betydninger, se Lindholm. (Se også artikler, som begynder med Lindholm)
Lindholm er en lille ubeboet ø, der ligger ud for Langør på Samsø og lige ved siden af Kyholm.
55°55′38″N 10°41′39″Ø / 55.9272°N 10.6942°Ø